# René van Sambeek
René Hermanus Wilhelmus (René) van Sambeek (Geleen, 9 mei 1955 - Antwerpen, 17 oktober 1986) was een Nederlands acteur.
Van Sambeek doorliep tussen 1974 en 1978 de Academie voor Expressie door Woord en Gebaar in Utrecht. Vervolgens ging hij werken als docent dramatische expressie op scholen in Delft, Tiel en Tilburg.
Hij was slechts sporadisch op het toneel te zien en werd vooral bekend door de rol van Louis Vermeulen in de film De Vlaschaard.
René van Sambeek overleed op 31-jarige leeftijd aan de gevolgen van een ongeval en werd in familiekring gecremeerd.